# Fokker V.9

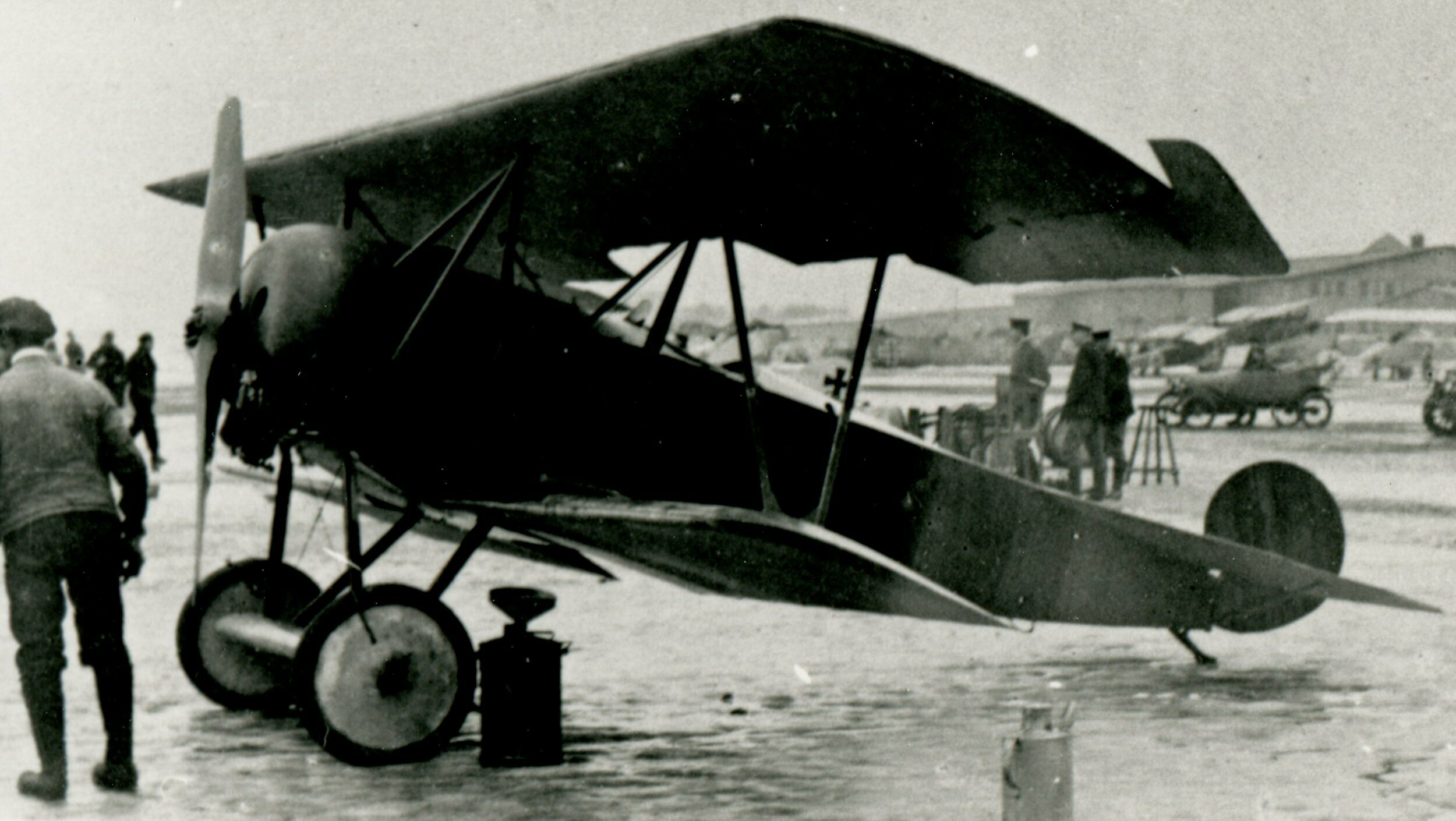
Imagen de un Fokker V.9, fotografía de 1918.

El Fokker V.9 fue parte de una serie de aviones experimentales que condujeron al caza «D.VI» de baja producción. Las aeronaves eran muy similares, variando en pequeños detalles y en los motores montados en ellos.
El Fokker V.9 fue impulsado por un motor  Oberursel de 60 kW (80 hp) y voló por primera vez en diciembre de 1917; Todos los demás volaron en 1918.
El Fokker V.12 fue impulsado por un motor experimental  Steyr - Le Rhône de 119 kW (160 hp).
El Fokker V.14, al igual que el V.12, fue impulsado por el Steyr-Le Rhone de 119 kW (160 hp).
El Fokker V.16 fue impulsado por el Oberursel Ur de 81 kW (110 CV). II.
El Fokker V.33 fue un desarrollo del V.9. Fue probado con motores Oberursel de 82 kW (110 hp) y 108 kW (145 hp).
- Datos: Q5464215
- Multimedia: Fokker V.9 / Q5464215